# PalaTrieste
Il PalaTrieste è la più grande arena coperta di Trieste, nonché la più grande di tutto il triveneto. È dotato di 6 943 posti a sedere, disposti ad anello attorno al parquet di gioco.
Il 25 maggio 2011 è stato formalmente intitolato al grande poliatleta triestino Cesare Rubini, scomparso nello stesso anno.
L'impianto, di proprietà del Comune di Trieste, ospita le partite casalinghe della principali squadre di pallacanestro cittadine, mentre in passato è stato sede delle gare casalinghe delle principali squadre triestine di pallavolo (come l'AdriaVolley Trieste e la Virtus Pallavolo Trieste, quest'ultima femminile).
Viene inoltre usato per ospitare concerti e grandi assemblee, sia politiche che religiose.
Nel dicembre 2016, in seguito a un accordo di sponsorizzazione legato alla società di pallacanestro triestina, ha assunto la denominazione commerciale di Alma Arena. Similmente, dal 2018 al 30 giugno 2023 è stato noto come Allianz Dome, in seguito all'accordo commerciale con l'omonima azienda.

## Allianz sponsor

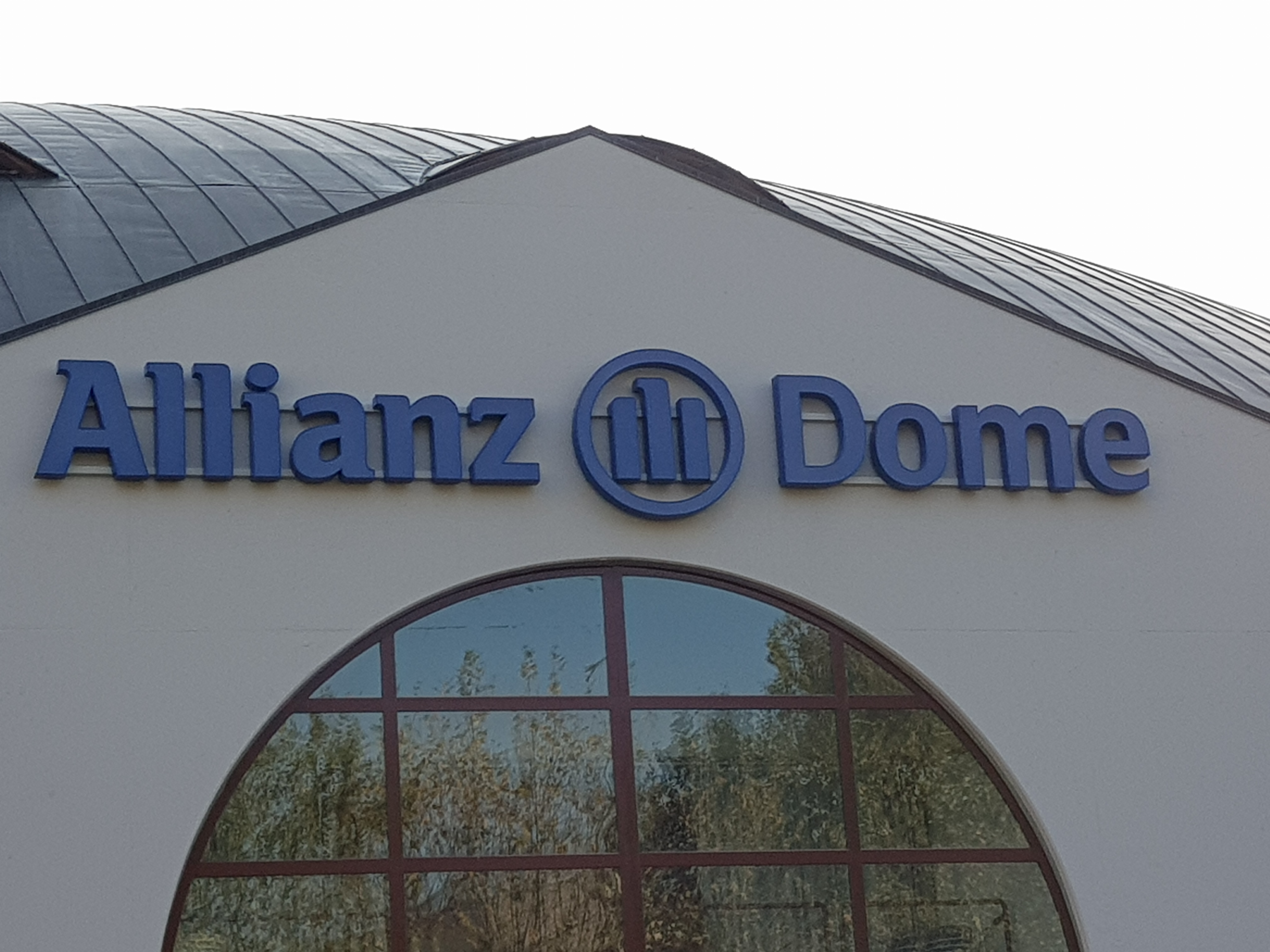
L'esterno del PalaTrieste Allianz Dome, logo del palazzetto dello sport.

Nel 2015, Allianz diventa sponsor dell'Alma Pallacanestro Trieste.
Nel marzo 2017, nuovo parquet da NBA targato Allianz.
Nel marzo 2018, nuovo segnapunti con 4 megaschermi chiamato Allianz Wall.
2018-2023, il nome diventa ufficialmente Allianz Dome in seguito ad un accordo di sponsorizzazione.

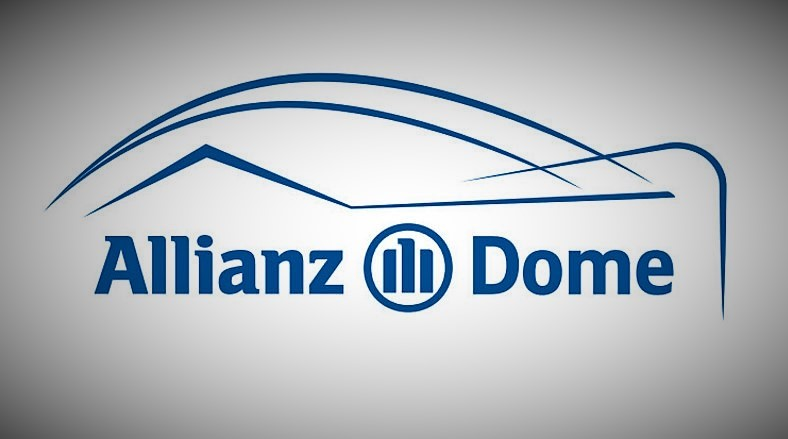
Logo del palazzetto dello sport.

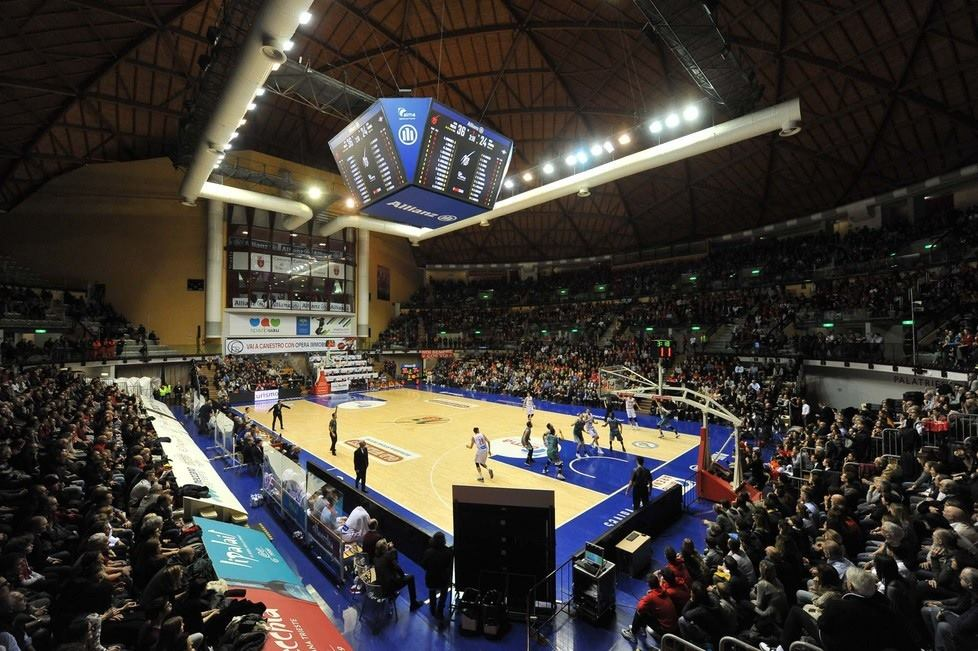
Allianz Wall, nuovo segnapunti con 4 megaschermi. Parquet NBA targato Allianz.

## Pallavolo
Il PalaTrieste ha ospitato alcuni incontri della World League di pallavolo 2003.
Nel 2008 è stato sede di due incontri della Nazionale di pallavolo maschile dell'Italia, sempre in World League, contro la Corea del Sud. Nel 2010 ha ospitato gli incontri della prima fase del girone F del Campionato mondiale di pallavolo maschile 2010, mentre ha ospitato un incontro della nazionale italiana della World League di pallavolo 2011 contro la Corea del Sud.
In campo femminile l'impianto ospita il girone B della prima fase e parte del girone E della seconda nel corso del Campionato mondiale del 2014.

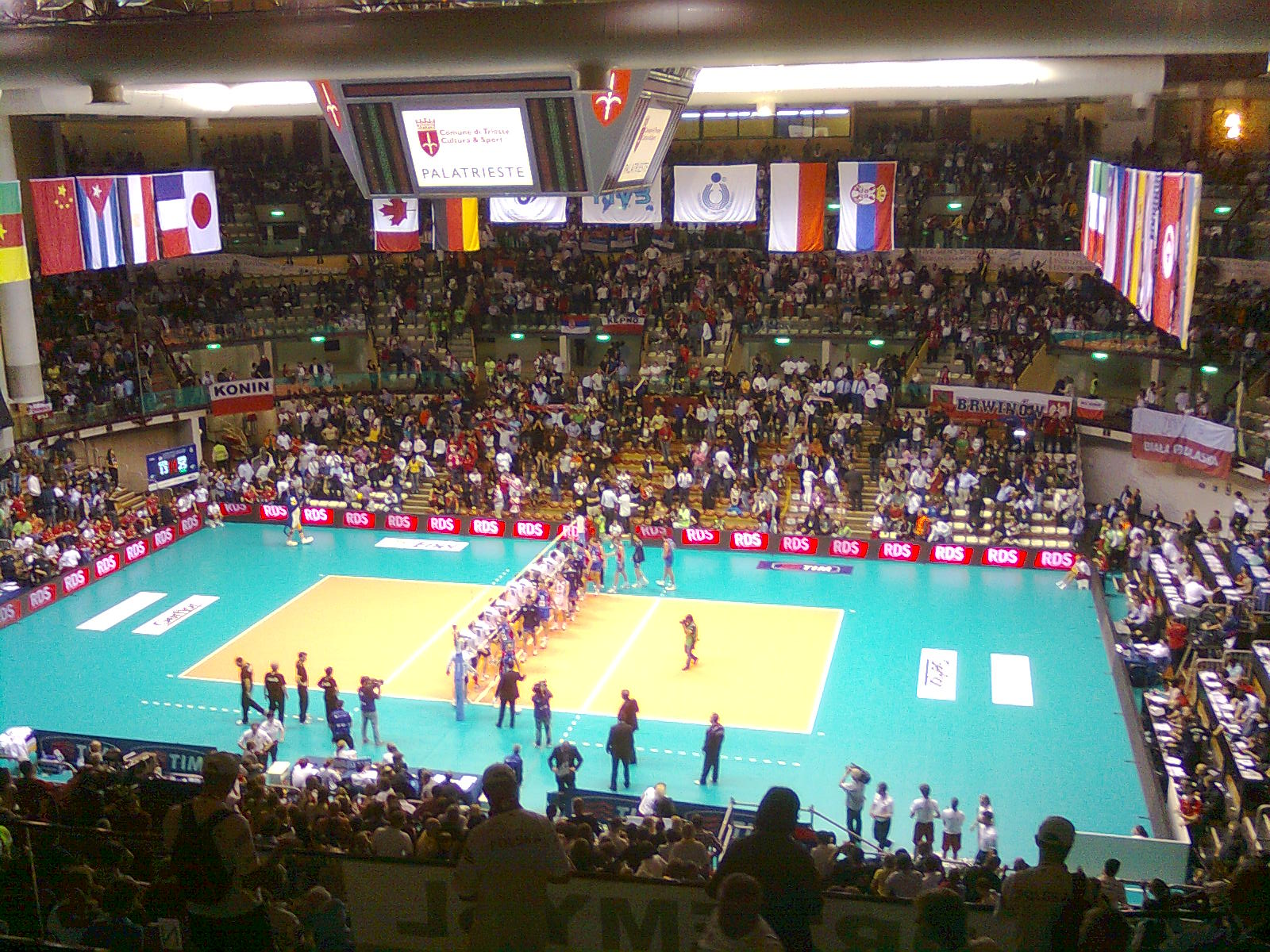
L'interno del PalaTrieste durante il campionato mondiale di pallavolo del 2010.

## Pallacanestro
Nel palazzo dello sport si giocano attualmente le partite casalinghe della Pallacanestro Trieste e del Futurosa Basket Trieste. Prima dell'accordo sulla gestione dell'impianto a carico della società militante in Serie A1, l'impianto era utilizzato per le gare interne della Ginnastica Triestina in Serie B femminile e, dal campionato 2014 - 2015, le gare interne dello Jadran Trieste in Serie B.
È stato spesso teatro di partite e ritiri della nazionale come per esempio: il 2 e 8 settembre 2012 si sono disputate le partite del girone di ritorno delle qualificazioni EuroBasket 2013 dell'Italia, nell'estate 2014 ha ospitato parte della preparazione e diversi incontri amichevoli, il 28 giugno 2018 si è disputata la partita Italia-Croazia valida per le qualificazioni ai Campionati mondiali maschili di pallacanestro.

## Pallamano
Anche la pallamano ha utilizzato il PalaTrieste. Principalmente il palazzetto veniva usato nelle partite della Nazionale di pallamano dell'Italia o dalla Pallamano Trieste quando il PalaChiarbola non era disponibile.

## Incidenti
Il 12 dicembre 2011 durante la preparazione del concerto di Jovanotti il palco è crollato durante il montaggio causando la morte di un giovane studente universitario, impiegato come operaio.